# Filosofia do processo
A filosofia do processo identifica a realidade metafísica em meio a mudança e ao dinamismo fundada pelo filósofo, matemático e metafísico inglês Alfred North Whitehead.
Desde a época de Platão e de Aristóteles, os filósofos buscavam a verdade real, baseando-se em substâncias permanentes, enquanto os processos seriam subordinados às substâncias atemporais. Considerava-se, por exemplo a enfermidade no ser humano, uma mudança acidental sobre a substância do ser humano e que seria uma mudança de sua essência. Consequentemente, a ontologia clássica negava toda a realidade em meio à mudança. A filosofia do processo não caracteriza a mudança como ilusória ou como puramente acidental à substância como no pensamento aristotélico, mas trata essa mudança como a pedra angular da realidade.
A filosofia do processo se interessa pelo mundo real e com os referenciais nos quais sua realidade pode ser compreendida e explicada. Tem a missão de nos permitir descrever, esclarecer e explicar as características mais abrangentes do real, como na metafísica, contudo com uma metodologia bem característica. Aproxima-se de melhor balizamento na existência natural colhendo as componentes transitórias que resultam variação no processo. Para tais estudiosos, qualquer tipo de mudança, sejam elas físicas, orgânicas ou psicológicas — são características patentes e predominantes do real que devem ser inclusas no esquema de estudo.
A filosofia do processo é metodologicamente desenvolvida a partir da concepção de filosofia do organismo de Alfred North Withehead. No campo da teologia e da filosofia da religião seus principais discípulos tem sido Charles Hartshorne, John Cobb Jr., David Griffin, os dois últimos fundaram o Centro para Estudos Processuais vinculado à Claremont Graduate University e sediado na  Claremont School of Theology, na cidade de Claremont, na Califórnia. Com foco epistemológico na própria filosofia, a filosofia do processo tem em Michel Weber o filósofo vivo mais proeminente.
A filosofia do processo dialoga com inúmeras áreas de conhecimento e tem na questão ambiental um de seus mais importantes focos de discussões contemporâneos, vide a maior conferência internacional sobre processo já realizada, ocorrida em Junho de 2015, em Claremont, sob o tema Toward Ecological Civilization.
Na Europa a filosofia do processo é trabalhada por pesquisadores da European Society for Process Thought e articulados mundialmente pelo International Process Network.
Alguns filósofos ao longo da história tem mostrado linhas de pensamento que se identificam com a filosofia do processo. Alguns, dos mais recentes para os mais antigos: Sri Aurobindo, Nishida Kitaro Henri Bergson, Charles Peirce, John Dewey, Nicholas Rescher, William James e Gilles Deleuze. 
Na atualidade nomes como Bruno Latour, Graham Harman, Isabelle Stengers, Quentin Meillassoux se associam ao modo de pensar da Filosofia do Organismo, como também é conhecida essa metafísica. 